# 宇治長次郎
宇治 長次郎（うじ ちょうじろう、明治4年12月23日（1872年2月1日） - 昭和20年（1945年）10月30日）は、明治時代から大正時代にかけて活動した山案内人。

## 略歴
- 富山県上新川郡大山村（現・富山市）に生まれ、幼少から森林伐採などの作業に従事した。
- その後、近代登山の黎明期に山案内人として活躍した。
- 1896年（明治29年） - チヨと結婚。分家して和田へ移る。1907年にチヨが亡くなるまで3女1男をもうける[1]。
- 1904年（明治37年） - 農商務省山林局の越中・信州境界査定測量、越中・飛騨境界査定測量に従事。三俣蓮華岳、鷲羽岳、水晶岳、雲ノ平、祖父岳、赤牛岳、寺地山、黒部五郎岳などを巡る[2]。
- 1907年（明治40年） - 参謀本部陸地測量部による劔岳測量が行われた時には、測量隊を陰で支えた。登頂の際に登路とした劔岳東面の雪渓は、彼の名にちなんで、長次郎谷（-たん）、長次郎雪渓と呼ばれている。1909年には石崎光瑤らによる剱岳登頂を成功にも導いている。その後、昭和時代初頭にかけて冠松次郎、木暮理太郎、田部重治など日本山岳会員らのサポートを行った[3]。
  - 新田次郎の小説『劒岳 点の記』では、礼儀正しく謙虚な人柄と、持ち前の山に対するカンを生かして測量隊をサポートする山案内人として描かれた。
- 1917年（大正6年）7月 - 宇治岩次郎とともに木暮理太郎、田部重治、森喬の登山案内。小川温泉から白馬岳方面へ後立山を縦走[4]。
- 1919年（大正8年） - 山田竹次郎、宇治岩次郎らとともに木暮理太郎、中村清太郎の登山案内。黒部峡谷を遡行する予定が、長次郎以外の案内人と木暮の相性が悪く、ルートを短縮して雄山へ抜ける。
- 1920年（大正9年） - 冠松次郎の登山案内。黒部川下ノ廊下を遡行。

## 像
- 立山山麓家族旅行村（富山県富山市本宮）に立像が建立されている。

## 演じた俳優
- 香川照之：映画『劒岳 点の記』

## 参考資料
- 第一章　偉人紹介その２（おおやま物語）～大山観光協会

| スタブアイコン | サブスタブ | この項目は、まだ閲覧者の調べものの参照としては役立たない、人物に関連した書きかけの項目です。この項目を加筆・訂正などしてくださる協力者を求めています（P:人物伝/PJ:人物伝）。 |